# 明明會說話
是一部2020年上映的韓國喜劇電影，由《白頭山：半島浩劫》的編劇、《再審》的導演金兌玧執導，李聖旻、金瑞亨、裴正南、申河均領銜主演，於2020年1月22日在韓國上映，台灣上映時間2020年3月6日，香港上映時間2020年3月19日。

## 劇情概要
電影講述國家情報局特工周泰柱被指派保護訪韓國寶級大使——熊貓「明明」，不料「明明」一下飛機，旋即被恐怖分子綁走，泰柱更因此頭部受重創。泰柱為了尋找「明明」四處查探，卻毫無頭緒，也意外的竟然發現自己因傷而獲得超能力，可以與各式動物溝通對話。於是帶著案件的唯一目擊者軍犬阿里，四處向動物收集情報，終於鎖定犯罪集團，但對方已設好圈套，準備等一人一犬落入陷阱⋯⋯

## 演員陣容

### 主要人物
- 李聖旻 飾演 周泰柱
- 金瑞亨 飾演 閔秀熙
- 裴正南 飾演 萬植
- 申河均 飾演 軍犬阿里（聲音演出）

### 其他人物
- 葛瀟轅 飾演 書妍／小刺蝟（聲音演出）
- 大衛·麥金尼斯 飾演 Dmitry
- 劉寅娜 飾演 熊貓明明（聲音出演出）
- 金守美 飾演 鸚鵡（聲音演出）
- 李善均 飾演 黑山羊（聲音演出）
- 李姃垠 飾演 大猩猩（聲音演出）
- 李順載 飾演 倉鼠（聲音演出）
- 金甫城 飾演 鬥牛犬（聲音演出）
- 朴俊炯 飾演 雄鷹（聲音演出）
- 李秉俊 飾演 刺蝟（聲音演出）
- 金榮在 飾演 皇甫成室長
- 朴赫權 飾演 白勳博士，隸屬Genomics生物科技。
- 宋勳 飾演 活動主持人
- 趙漢俊 飾演 耳麥男子
- 成道賢 飾演 崔中士
- 俞智賢 飾演 情報局探員
- 安成奉 飾演 Dmitry的手下
- 金興來 飾演 電梯裡的男子
- 李東熙 飾演 動物園園長
- 李承哲 飾演 韓國總統

### 特別出演
- 朴哲民 飾演 公車司機
- 李秀敬 飾演 軍官素珍，從小就訓練阿里，後來在參與聯合國反恐部隊活動中喪命。

## 製作

### 拍攝
電影《明明會說話》在2019年10月開鏡，11月結束拍攝。

## 外部連結
- Daum上《明明會說話》的資料

- 韩国电影数据库（KMDb）上《明明會說話》的資料
- 互联网电影数据库（IMDb）上《好狗特攻隊》的资料（英文）
- 豆瓣电影上《明明會說話》的資料 （简体中文）